# Davemaoite
La davemaoite (simbolo IMA: Dvm) è un minerale molto raro del supergruppo della perovskite, all'interno del quale viene collocato nel gruppo delle perovskiti stechiometriche e da lì al sottogruppo della bridgmanite; appartiene alla famiglia dei "silicati" e possiede composizione chimica CaSiO3.

## Etimologia e storia
La davemaoite è stata chiamata così in onore di Ho-Kwang (Dave) Mao (毛河光), geologo sino-americano presso il "Geophysical Laboratory" della Carnegie Institution for Science a cui, tra i numerosi premi, è stata conferita la medaglia Roebling del 2005 e la "medaglia Inge Lehmann" del 2007. A lui è dedicato anche un altro minerale, la maohokite.
La davemaoite è stata sintetizzata artificialmente in laboratorio, ma si pensava che fosse troppo estrema per esistere nella crosta terrestre. Successivamente, nel 2021, il minerale è stato scoperto sotto forma di granelli all'interno di un diamante che si è formato tra i 660 e i 900 km sotto la superficie terrestre, all'interno del mantello terrestre. Il diamante era stato estratto dalla miniera di diamanti di Orapa in Botswana. La scoperta è stata fatta focalizzando un fascio di raggi X ad alta energia su punti precisi all'interno del diamante utilizzando una tecnica nota come cristallografia a raggi X di sincrotrone. Successivamente, una rivalutazione dei dati del diamante Orapa e della sua inclusione ha messo in dubbio l'attribuzione alla perovskite di silicato di calcio. Invece, i dati sono stati reinterpretati in termini di un diamante proveniente dalla parte superficiale del mantello con inclusioni di minerali che si trovano comunemente nelle microinclusioni.

## Classificazione
La classica nona edizione della sistematica dei minerali di Strunz, aggiornata dall'Associazione Mineralogica Internazionale (IMA) fino al 2009, non elenca la davemaoite poiché in minerale è stato approvato come specie indipendente dall'IMA nel 2020.
Viene però elencata nell'edizione successiva, proseguita dal database "mindat.org", dove la davemaoite si trova nella classe "9. Silicati (germanati)" e nella sottoclasse "9.H Silicati non classificati" in attesa dell'assegnazione di un sistema.

## Abito cristallino
La davemaoite cristallizza nel sistema cubico nel gruppo spaziale Pm3m (gruppo nº 221) con il parametro di cella a = 3,591(2) Å.

## Origine e giacitura
La davemaoite è stata trovata come inclusioni residue in un diamante di tipo IaAB ed è il primo minerale silicato ad alta pressione noto recuperato dal mantello inferiore terrestre. La paragenesi è con wüstite, ilmenite, ferro nativo, ghiaccio VII.
Il minerale è rarissimo ed è stato trovato nella "AK-8 kimberlite pipe" (21.3°S 25.4°E) presso Orapa, nel Distretto Centrale in Botswana, che risulta essere la località tipo della davemaoite; l'altro sito di ritrovamento noto è il fiume Sorriso, nei pressi di Juína, nel Mato Grosso (Brasile).

## Forma in cui si presenta in natura
La davemaoite si presenta come inclusioni di dimensioni fino a 16 μm in un diamante ottaedrico da 81 mg con superfici smerigliate.

## Proprietà
La davemaoite è uno dei tre minerali principali del mantello inferiore della Terra, che costituisce circa il 5-7% del materiale. Significativamente, la davemaoite può ospitare uranio e torio, isotopi radioattivi che producono calore attraverso il decadimento radioattivo e contribuiscono notevolmente al riscaldamento all'interno di questa regione, dando al materiale un ruolo importante nel modo in cui il calore scorre in profondità sotto la superficie terrestre.